# Semjon Bytschkow

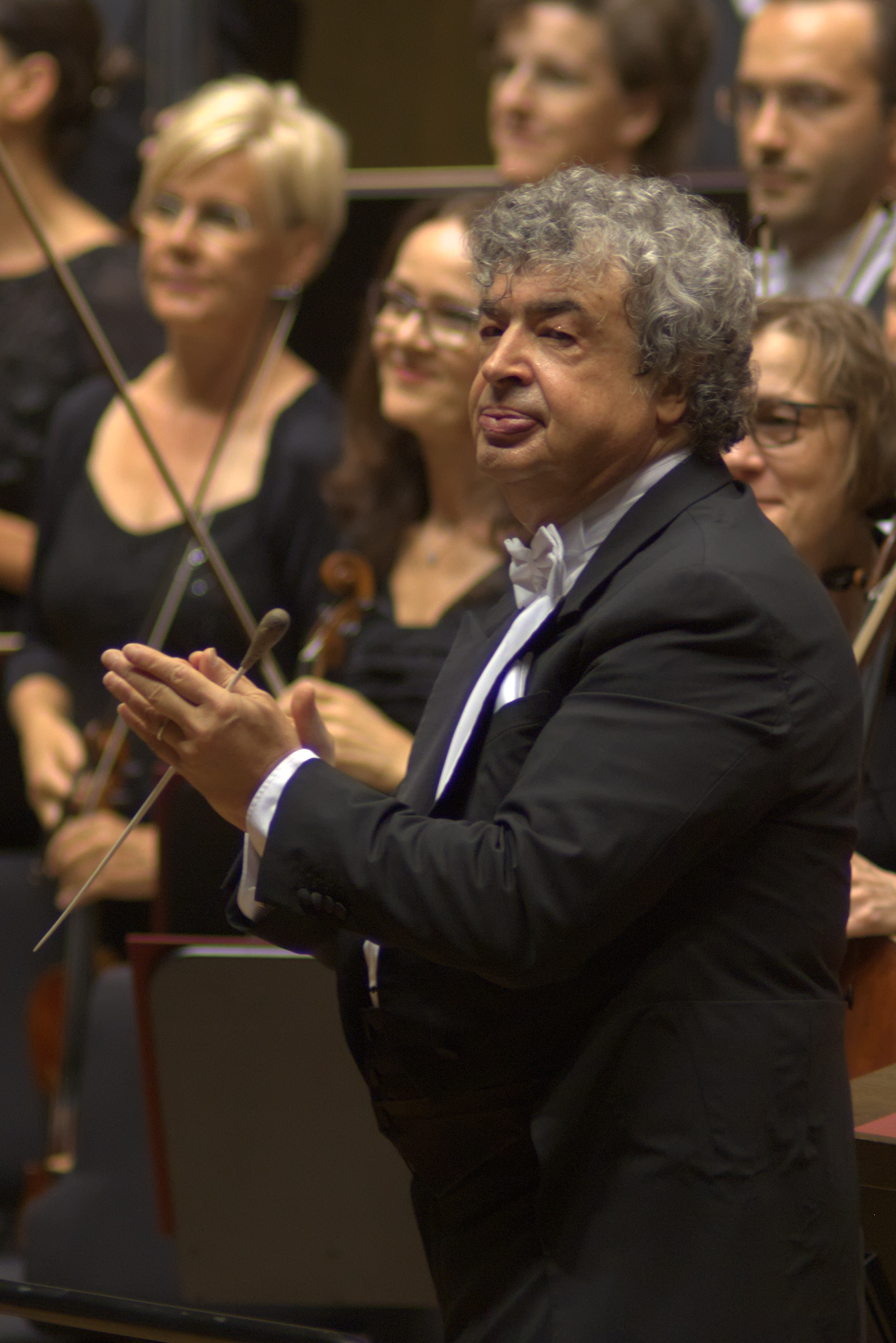
Semjon Majewitsch Bytschkow im Gewandhaus zu Leipzig, 2018

Semjon Majewitsch Bytschkow (russisch Семён Маевич Бычков, wiss. Transliteration Semën Maevič Byčkov, engl. Transkription Semyon Mayevich Bychkov, Aussprache [sʲɪˈmʲɵn ˈmaɪvʲɪtɕ bɨtɕˈkof], * 30. November 1952 in Leningrad, Russische SFSR, Sowjetunion) ist ein russisch-amerikanischer Dirigent.

## Leben
Semjon Bytschkow wuchs als Kind jüdischer Eltern in Leningrad auf, wo er zunächst die Glinka-Chorschule und dann das Leningrader Konservatorium besuchte. Dort war unter anderem Ilja Musin sein Lehrer. Im Jahr 1973 gewann er den Rachmaninow-Dirigenten-Wettbewerb. Wegen seiner politischen Einstellung kam es aber nicht zu dem geplanten Konzert mit den Leningrader Philharmonikern. Er emigrierte 1975 in die USA. Von 1980 bis 1985 war er Leiter des Grand-Rapids-Symphonieorchesters und war gleichzeitig Gastdirigent bei den Buffalo-Philharmonikern. Er übernahm 1985 die Leitung dieses Orchesters und bekleidete diesen Posten bis 1989. Von 1989 bis 1998 war er Musikdirektor des Orchestre de Paris. Es folgten Engagements bei den Sankt Petersburger Philharmonikern (1990 bis 1994) beim Maggio Musicale Fiorentino (1992 bis 1998) und als Chefdirigent der Dresdner Semperoper (1998 bis 2003). Von 1997 bis Juni 2010 war er Chefdirigent des WDR Sinfonieorchesters Köln. Nachdem er bereits als Gastdirigent mit der Tschechischen Philharmonie zusammengearbeitet hatte, wurde er 2018 Chefdirigent. Aktuell ist er zudem Inhaber des „Günter Wand Conducting Chair“ beim BBC Symphony Orchestra. 
Semjon Bytschkow ist mit der Pianistin Marielle Labèque verheiratet; sein Bruder war der 2011 verstorbene Dirigent Yakov Kreizberg.

## Auszeichnungen
- 1973: Gewinner des Rachmaninow-Dirigenten-Wettbewerbs
- 2015: International Opera Award